# Doug Clifford
Doug Clifford, detto Cosmo (Palo Alto, 24 aprile 1945), è un batterista statunitense.
È conosciuto principalmente per aver fatto parte del gruppo rock statunitense Creedence Clearwater Revival.

## Biografia
La sua carriera musicale inizia nel 1959 con i The Blue Velvets, trio strumentale formato da lui alla batteria, John Fogerty alla chitarra e Stu Cook al piano. Il gruppo, a cui si aggiunge nel 1960 Tom Fogerty alla voce, cambia nome nel 1964 in The Golliwogs, ma il successo tarda ad arrivare.
Nel 1967 John prende il controllo del gruppo, divenendo il cantante e registrando una serie di canzoni. Il gruppo cambia inoltre nome in Creedence Clearwater Revival, con cui incidono un primo album omonimo. I primi successi iniziano ad arrivare, e in breve il gruppo si afferma sulla scena rock. Dopo aver inciso sei album nel giro di tre anni, Tom abbandona però il gruppo per alcuni screzi con il fratello John.
Per il nuovo album il cantante decide che occorre cambiare formula: costringe così Doug e Stu a scrivere canzoni loro. Se in un primo tempo i due respingono la cosa, alla fine si trovano costretti ad accettare. Doug realizza così le sue prime tre canzoni nei Creedence: "Need Someone to Hold", "Tearin' Up the Country" e "What Are You Gonna Do?". L'album, intitolato Mardi Gras e uscito nel 1972, risulta il peggiore del gruppo, e John decide quindi di sciogliere i Creedence.
Clifford con i Creedence Clearwater Revival ha maturato uno stile di batteria essenziale, non sfoggiando particolare tecnica o cimentandosi in lunghi assoli. Il suo sound è caratterizzato da un'accordatura dei tom abbastanza bassa, ad un rullante mai troppo squillante, e a un hi-hat di diametro molto ampio rispetto a quelli tradizionalmente usati. È stato un grande innovatore, in quanto ha portato un elemento di rottura con lo stile degli anni precedenti, introducendo un beat molto potente e pulito, per quest' ultima caratteristica differente anche da quello di batteristi dell'epoca annoverati fra i migliori al Mondo come Ginger Baker o John Bonham.
Doug e Stu presero quindi parte alla Don Harrison Band. Assieme a Don Harrison e Russell DaShiell alla chitarra, incisero due album: The Don Harrison Band nel 1976 e Red Hot nel 1977. A seguito del secondo album, Don Harrison decise di sciogliere il gruppo. Russel, Doug e Stu decisero in un primo momento di continuare a suonare assieme mantenendo lo stesso nome, ma infine decisero che chiamare il gruppo 'Don Harrison Band' avrebbe fatto pensare che con loro cantava ancora Harrison. Nel 1979 Stu abbandonò inoltre il progetto, per potersi dedicare al gruppo di Rocky Ericksons, i The Aliens, e successivamente ai Southern Pacific.
Nel 1995, Clifford e Cook formano i Creedence Clearwater Revisited, gruppo rock che ripropone cover dei Creedence Clearwater Revival in giro per il mondo.

## Discografia

### Creedence Clearwater Revival
- 1968 - Creedence Clearwater Revival
- 1969 - Bayou Country
- 1969 - Green River
- 1969 - Willy and the Poor Boys
- 1970 - Cosmo's Factory
- 1970 - Pendulum
- 1972 - Mardi Gras

Doug Clifford solo:
1973 - "Cosmo"

### Don Harrison Band
- 1976 - The Don Harrison Band
- 1977 - Red Hot

### Creedence Clearwater Revisited
- 1998 - Recollection